# Namibe
Namibe (1985-ig Moçâmedes) a Namibe Provincia fővárosa a mai Angolában. Az állam délnyugati tengerpartján fekvő sivatagi várost 1840-ben alapították az akkori Portugál Angolában. A város lakossága a 2004-es népszámlálás szerint 132 900 fő. A település éghajlata nagyon száraz, mivel a Namíb-sivatagban fekszik.

## Nevének eredete
A város feltehetően a szomszédos Namíbiáról kapta a nevét.

## Történet

### Portugál uralom
A portugálok közigazgatása a volt gyarmatban itt helyezkedett el hivatalosan, amit 1840-ben alapítottak meg egy olyan helyen, amikor még az öblöt Angra do Negrónak nevezték. A területet először 1785-ben tárták fel a portugálok, és követelték Luís Cândido Cordeiro Pinheiro Furtado által, hogy Furtadóval találkozzon, akit egy szárazföldi expedícióra kérték. 1840-ben egy gyárat alapítottak két tulajdonos, Jacomo Filippe Torres és António Joaquim Guimarães által, és júliusban egy erődöt is építettek Ponta Negránál, és Moçâmedes városát, Bonfim grófnak, az egykori portugál miniszterelnöknek, aki a gyarmati tagozat feje volt. 1846-ban a patuleiai polgárháborúban való vereség után Bonfimet száműzték Moçâmedesnek a fiával és Porto Juntá egyéb tagjaival, és szökése alatt megkötötték a gramidói egyezményt. A területet főleg Madeirából és Brazíliából származó portugálokkal gyarmatosították; az 1850-es években a portugál kormány szintén tengeri utazást kísérelt meg és sok német lakosnak pénzügyi támogatást adott. A falu - az ott élő lakosok által Mossungo Bittolóként ismert terület - halászkikötőként nőtt, és az 1960-as évekig 143 halászháló volt itt, a kifogott halak pedig egy feldolgozó gyárba kerültek. A kikötőben a halakat általában sikeresen fogták ki, amiket Luanda, Benguela és Lobito településekre szállították és a tengerentúli provinciába, ami a halleszállítási hely egyike volt. A várostól 200 km-re megalakult az Iona Nemzeti Park, ami Angola legidősebb és legnagyobb nemzeti parkja 1937 óta, aminek a területe 1964-től 15,150 km². 1966 és 1967 között megépült egy vasércterminál, ami az öbölnél helyezkedett el, az egykori Észak-Moçâmedesnél. Az ott dolgozó ügyfelek a lobitói magánvállalatnál dolgoztak, ami folyamatosan fejlődött, és a Cassingai-belföldnél is elkezdtek bányászni. A bány üzembehelyezésének szerkezetét és a 300 kilométeres vasutat a németországi Kruppra bízták, amit később a dániai Højgaard & Schultz vállalta át. Moçâmedes apró halászvárosa két éven keresztül látták vendégül a építészeti munkásokat, a külföldi mérnököket és a családjaikat. A Ore Terminált sikeresen befejezték egy év alatt, és az első 250 000 tonnás ércszállítón belül, amiket 1967-ben kötöttek ki ércekkel halmozták fel.

### A függetlenség után
Az 1974-es áprilisi puccs után Angola tengerentúli provinciájanak a politikai helyzete romlott, a Portugáliától való függetlenség egyre inkább elkerülhetetlenné vált, sok család és legénység elhagyta Moçâmedes központját. Angola 1975-ben függetlenséget kap, az alvori támogatottság után. Az angolai polgárháború alatt (1975-2002), a portugálok indulását követően Cassinga bányáját az MPLA és az UNITA kommunista pártok irányították, így az exportálás már nem volt lehetséges. A kikötői üzembehelyezések használatlanná váltak, de a kubai erők által védettek a hegyfokon, és az egykori szovjet szakértők beszerelték a SAM-3 rakétaindító állványokat 1981 májusában. Amikor a katonai intelligencia nőtt, az évek során a rakéták elérték az SADF-et, de a dél-afrikai repülőgép megrohanta őket és semlegesítette azokat.
1985-ben a település nevét Moçâmedesről a ma is használatos Namibére cserélték.

## Vallás
A városban Sé katedrálisában található a püspöki Namibei diokéz római katolikus egyház, amit 2009-ben alapítottak meg a Lubangói archdiokéz római katolikus egyház után.

## Szállítás

### Vasút
Namibe a Moçâmedes vasút végállomása. Az útvonal eredetileg 600 mm volt, ám az 1950-es évekre 1067 mm átmérőjűvé bővítették.

### Tenger
Angola jelentős kikötőinek egyike, Luanda és Lobito után.

### Levegő
Namibében található a 7 km-re fekvő Namibei repülőtér délre. Az idősebb Yuri Gagarin repülőtér csak 1,7 km-re van a város központjától, ami összekapcsolódik a város többi részével. 

## Sportok
2013-ban vendégül látták a luandai állampolgárokat, akik a 2013-as FIRS férfi jégkorong világbajnokságot nézték meg, hiszen ez volt az első olyan jégkorong világkupa, amit Afrikában rendeztek meg.

## Fordítás
- Ez a szócikk részben vagy egészben  a   Namibe című angol Wikipédia-szócikk fordításán alapul.  Az eredeti cikk szerkesztőit annak laptörténete sorolja fel. Ez a jelzés csupán a megfogalmazás eredetét és a szerzői jogokat jelzi, nem szolgál a cikkben szereplő információk forrásmegjelöléseként.